# شاوكيه ديكسترا
شاوكيه روزاليندي ديكسترا (28 يناير 1942 - 2 مايو 2024) هي لاعبة تزلج هولندية، بطلة الألعاب الأولمبية الشتوية 1964 في حدث فردي السيدات، والميدالية الفضية الأولمبية لعام 1960، وبطلة بطولة العالم للتزلج على الجليد ثلاث مرات (1962-1964)، والبطلة الأوروبية خمس مرات (1960-1964)، والبطلة الوطنية الهولندية ست مرات (1959–1964).